# Komora zamkowa

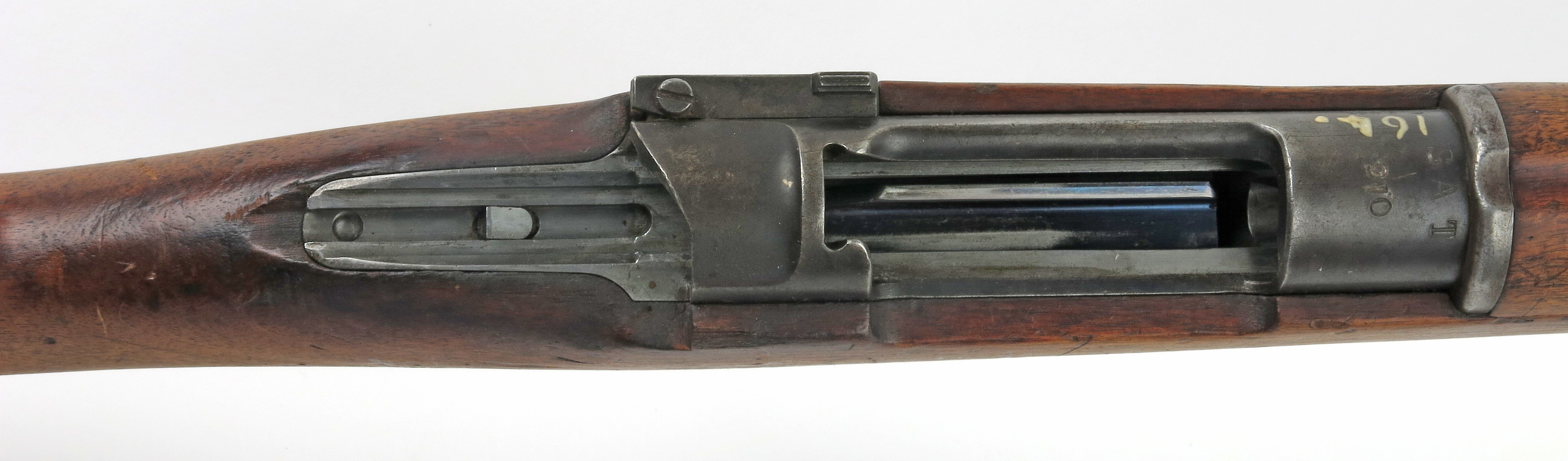
Komora zamkowa karabinu powtarzalnego

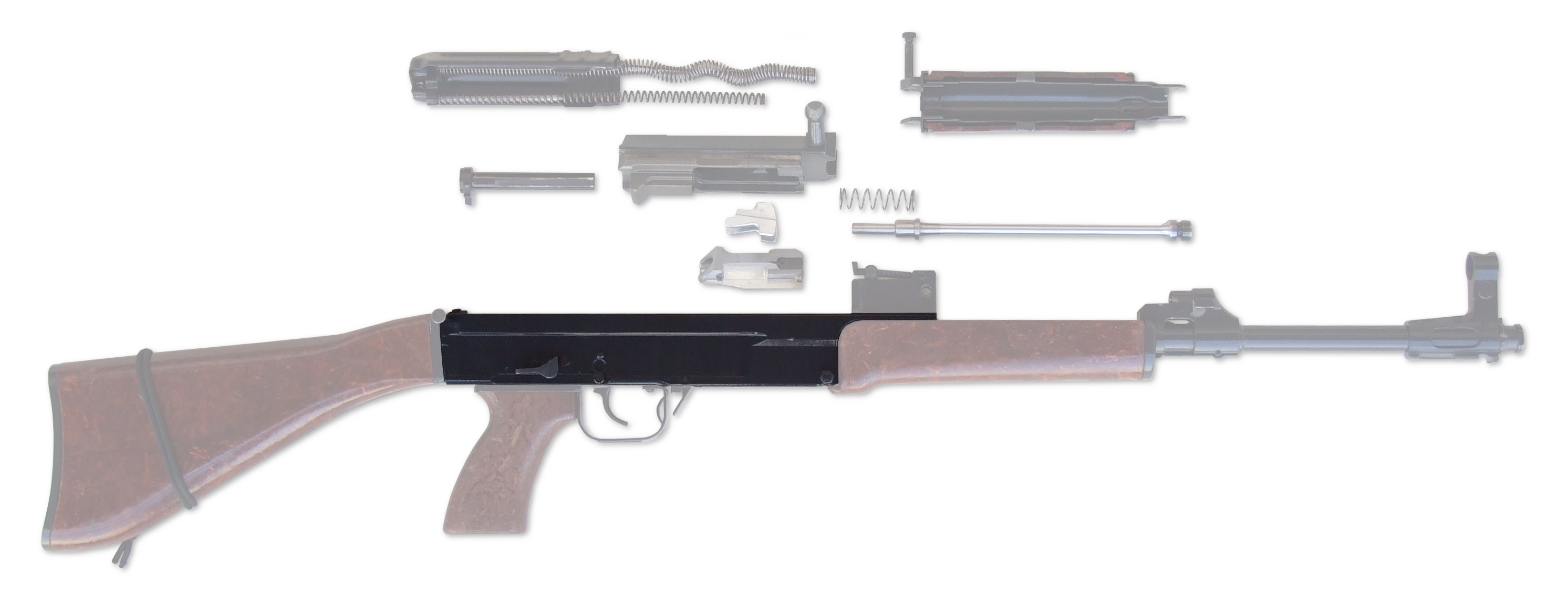
Komora zamkowa karabinka automatycznego

Komora zamkowa – jeden z podstawowych elementów broni strzeleckiej i automatycznej broni artyleryjskiej pozycjonujący i łączący pozostałe mechanizmy i zespoły broni.
Komora zamkowa pełni funkcję korpusu, do którego przyłączone są główne części i zespoły broni (takie jak zamek, lufa, mechanizm spustowy, magazynek itp.). Wewnątrz niej porusza się także większość mechanizmów broni, co wpływa na jej kształt zależny przede wszystkim od kształtu zamka oraz wykonywanych przez niego ruchów technologicznych (obrót, odrzut, ryglowanie itp.).
W innych rodzajach broni palnej analogiczną funkcję może pełnić szkielet (pistolety i rewolwery) lub komora w korpusie nasady zamkowej (działa nieautomatyczne i półautomatyczne).